# 張妃 (孫和)
張妃（ちょうひ、? - 253年）は、中国三国時代の呉の女性。孫和の正妃。父は張承。生母は諸葛瑾の娘で諸葛恪の妹。同母兄は張震。同母姉妹は陸抗の妻。子は孫俊・陸景妻。

## 経歴
父は先妻に先立たれた際、祖父の張昭から諸葛瑾の娘を後妻に取るよう薦められたが、親友であった諸葛瑾と義理の親子になることを気にし、難色を示した。しかし孫権の仲介もあって、諸葛瑾の娘と婚姻した。なお、張承の年齢は諸葛瑾よりも4歳下である。
長じて、孫権の意向により、孫和の正妻となった。孫権は幾度か孫和に対し、張承を敬い婿の礼を執るようにと命じた。
太元2年（252年）正月、孫権が孫和を南陽王に封じ、長沙に赴かせると、張妃も同行した。4月、孫権が死去し、諸葛恪が政務を執り仕切るようになった。張妃は陳遷に対し、建業へ帰って皇后に上疏させ、また母の兄にあたる諸葛恪を訪問させた。諸葛恪は陳遷に対し「我が意を妃にお伝えください。他人より勝るようにする日を期すように」といった。諸葛恪が武昌を修繕させると、孫和をこの地に迎えようとしているのだと言う者たちがいた。
建興2年（253年）、諸葛恪が誅されると、孫峻は孫和から璽綬を奪い上げて、新都に左遷した上で自殺を命じた。孫和が張妃に別れを告げたところ、張妃は「良い地域でも悪い地域でも、あなたが行く所へ着いて行きます。わたくし独りで生活など致しません」と言い、共に自殺した。遺児は孫和の側室の何姫が養育した。